# Ivan Baša
Ivan Baša (mađarski Bassa Iván) (11. travnja, 1875. – 13. veljače, 1931.) slovenski (prekomurski) je pisac i rimokatolički svećenik, političar.
Rođen je u Beltincima. Njegov otac Jožef Baša je bio seljak. Majka mu je bila Ana Vučko. Brat mu je bio Jožef Baša Miroslav pjesnik i novinar.
Zaređen je za svećenika 16. srpnja, 1898. Bio je kapelan u Svetom Martinu u Gradišću, Svetom Jurju kod Rogašovca (1898. – 1902.) i u Rohunacu (1902. – 1905.). Bio je u vezi s gradišćanskim Hrvatima. Tri godine je bio svećenik Újhegya, 1908. godine u Bogojini do njegove smrti. 1924. godine zamolio je Jožeta Plečnika izgraditi novu bogojinsku crkvu.
Po prvom svjetskom ratu Baša, Jožef Klekl, Jožef Sakovič i Jožef Čarič su zahtijevali autonomiju Slovenske krajine (Prekmurje) od Mađarske i Kraljevine Srba, Hrvata i Slovenaca.
Baša je podupirao prekomursku jezičnu autonomiju i pisao knjige na prekomurskom. Bio je urednik Kalendara Srca Jezušovoga.

## Djela
- Katolicsanszki katekizmus za solare III.-V. razreda (Katolički katekizam za učenike 3. i 4. razreda), 1909.
- Katoličanski katekizmuš (Katolički katekizam), 1926.
- Katolicsanszki katekizmus za solare III.-VI. razreda (Katolički katekizam za učenike 3. i 6. razreda), 1943.